# Josh Ackerman
Pour les articles homonymes, voir Ackerman.
Josh Ackerman (né le 23 mars 1977 à Saint Paul, Minnesota) est un acteur et producteur américain de télévision.

## Filmographie partielle

### Comme acteur
- 1993 : Emerald Cove (série TV) : Joshua Q. Anderson (1993-94)
- 1997 : Smear : Basketball Player #2
- 2001 : American Chai (en) d'Anurag Mehta : Toby
- 2001 : Pearl Harbor de Michael Bay : Wounded Sailor #1
- 2001 : Évolution (Evolution) D'Ivan Reitman : Student
- 2001 : The Painting de Peter Manoogian : Allen Kuperburg
- 2002 : The Random Years (en) (série TV) : Wiseman

### Comme producteur
- 2006 : Curl Girls (série TV)